# Stazione di Bultei
La stazione di Bultei fu una stazione ferroviaria al servizio del comune omonimo, posta sul tracciato della ferrovia Tirso-Chilivani.

## Storia
La stazione nacque a fine Ottocento nel periodo in cui la Società italiana per le Strade Ferrate Secondarie della Sardegna portò avanti la fase di realizzazione della linea tra Tirso e Chilivani. L'impianto venne attivato il 1º aprile 1893 insieme al tronco che, tra Tirso e Ozieri, completava la ferrovia.
Una volta in esercizio l'impianto servì la popolazione del centro del Goceano sia per il trasporto delle persone che delle merci, e passò nel 1921 dalle SFSS alla Ferrovie Complementari della Sardegna. Sotto l'amministrazione di questa concessionaria lo scalo venne utilizzato sino al 31 dicembre 1969, data in cui fu resa effettiva la cessazione del servizio ferroviario sulla Tirso-Chilivani, le cui relazioni furono sostituite con autocorse. Disarmato e abbandonato poco tempo dopo, lo scalo andò incontro a un progressivo degrado sino a scomparire completamente negli anni duemila, quando anche il rudere del fabbricato viaggiatori fu demolito.

## Strutture e impianti
Posta alla periferia est dell'abitato di Bultei, la stazione era di tipo passante ed aveva caratteristiche di terza classe. Il piazzale ferroviario comprendeva complessivamente tre binari a scartamento da 950 mm, con uno schema in cui dal binario di linea ne aveva origine uno passante a est, mentre a ovest si diramava un tronchino che raggiungeva l'area merci della stazione, dotata di un piano caricatore con copertura in legno e laterizi.
Attiguo al piano di carico era posto il fabbricato viaggiatori, una costruzione a due livelli a pianta rettangolare e tetto a falde, dotata di tre accessi sul lato binari.

## Movimento
La stazione fu servita dalle relazioni merci e viaggiatori espletate dalle SFSS e in seguito dalle FCS.

## Servizi
Nel fabbricato viaggiatori era presente una sala d'attesa per i passeggeri.
- Sala d'attesa